# Tipula auspicis
Tipula auspicis är en tvåvingeart som beskrevs av Alexander 1950. Tipula auspicis ingår i släktet Tipula och familjen storharkrankar.
Artens utbredningsområde är Kamerun. Inga underarter finns listade i Catalogue of Life.